# Gideon's Daughter
Gideon's Daughter (br: A Filha de Gideon) é um filme de drama de 2005, feito para televisão, e produzido pela BBC.

## Enredo
Explorando os temas do amor, perda, paternidade, e o culto da celebridade, a história tem como pano de fundo a ascensão ao poder do New Labour, a morte de Princesa Diana, e o mal-aconselhado desenvolvimento da Millennium Dome. Gideon é um jornalista e é pai viúvo de uma filha adolescente mal-humorada, à beira de um colapso nervoso pelo distanciamento emocional dele. Ela está resentida pelo sério adultério, chamando-a de sua amante, pois a sua mãe morreu de cancro. Devido à distância entre eles, ela planeia fazer voluntariado na América do Sul ou (a preferência do pai) ir estudar na Universidade de Edimburgo. 
Stella está de luto pela morte do seu filho, enquanto ele andava de bicicleta na estrada pela primeira vez. Com medo de dormir, e desesperada para escapar do seu sentimento de luto, ela trabalha o turno noturno num supermercado. Ela encontra-se com Gideon quando o seu ex-marido tenta abordar um dos clientes do Gideon, um novo Ministro do partido New Labour, sobre a falta de resposta por parte do Governo sobre as condições de tráfego inseguras que causou a morte do seu filho. Logo após a chance de ter uma reunião, os dois desenvolvem um vínculo emocional, reunidos por um sentimento comum de dor e perda.

## Elenco
- Bill Nighy ...  Gideon Warner
- Miranda Richardson ...  Stella
- Emily Blunt ...  Natasha
- Robert Lindsay ...  Sneath
- Ronni Ancona ...  Barbara
- Tom Hardy ...  Andrew
- Tom Goodman-Hill ...  Dent
- Joanna Page ...  Diane
- David Westhead ...  Bill
- Samantha Whittaker ...  Becca
- Kerry Shale ...  Badalamenti
- Daniel Mendoza ...  Orador do Badalamenti
- Cate Fowler ...  Líder do Conselho
- Michael Fitzpatrick ...  Produtor americano
- Graham Cull ...  Estranho do hospital

## Prémios
Bill Nighy e Emily Blunt receberam um Golden Globe pelos seus desempenhos. A produção recebeu um Peabody Award.